# Mia Erika Sparrok
Mia Erika Isabell Sparrok är en sydsamisk skådespelare.
Hon filmdebuterade år 2017 i Sameblod där hon spelar rollen som Njenna. För denna roll blev hon guldbaggenominerad i kategorin Bästa kvinnliga biroll vid Guldbaggegalan 2018. Mia Sparrok är yngre syster till Lene Cecilia Sparrok som i filmen spelar hennes syster och som även hon blev Guldbaggenominerad för sin rollprestation.

## Priser och utmärkelser
- 2018 - Republiken Jamtlands medalj[2]